# District Zolski
District Zolski (Russisch: Зольский райо́н) is een district in het westen van de Russische autonome republiek Kabardië-Balkarië. Het district heeft een oppervlakte van 2.124 vierkante kilometer en een inwonertal van 48.939 in 2010. Het administratieve centrum bevindt zich in Zalukokoazhe.
Bestuurlijk centrum: Naltsjik

Steden: Baksan · Majski · Nartkala · Prochladny · Terek · Tsjegem · Tyrnyaoez

Districten: Baksanski · Elbroesski · Leskenski · Majski · Oervanski · Prochladnenski · Terski · Tsjegemski · Tsjerekski · Zolski